# Абрикосівка (Феодосійський район)
Абрико́сівка (до 1945 року — Найма́н, крим. Nayman) — село Феодосійського району Автономної Республіки Крим. Населення становить 1372 осіб. Орган місцевого самоврядування — Абрикосівська сільська рада.

## Географія
Абрикосівка — село в центрі району, у північних відрогах східної частини Внутрішнього пасма Кримських гір, у неглибокій долині річки Токсан-Су, висота над рівнем моря — 139 м. Найближчі села — Айвазовське за 0,5 км на захід, Спасівка за 2 км на північ, Матросівка за 2,5 км на схід та Бабенкове за 1,7 км на південний схід. Райцентр Кіровське — приблизно за 21 км, там же найближча залізнична станція — Кіровська (на лінії Джанкой — Феодосія).

### Клімат
| Клімат Абрикосівки        | Клімат Абрикосівки | Клімат Абрикосівки | Клімат Абрикосівки | Клімат Абрикосівки | Клімат Абрикосівки | Клімат Абрикосівки | Клімат Абрикосівки | Клімат Абрикосівки | Клімат Абрикосівки | Клімат Абрикосівки | Клімат Абрикосівки | Клімат Абрикосівки | Клімат Абрикосівки |
| Показник                  | Січ.               | Лют.               | Бер.               | Квіт.              | Трав.              | Черв.              | Лип.               | Серп.              | Вер.               | Жовт.              | Лист.              | Груд.              | Рік                |
| Середній максимум, °C     | 3,5                | 3,7                | 7,1                | 14,3               | 20,3               | 24,8               | 27,7               | 27,3               | 22,5               | 16,0               | 10,3               | 6,3                | 15                 |
| Середня температура, °C   | 0,4                | 0,6                | 3,5                | 10,0               | 15,7               | 20,1               | 22,8               | 22,4               | 17,8               | 11,9               | 7,0                | 3,3                | 11                 |
| Середній мінімум, °C      | −2,7               | −2,5               | 0,0                | 5,7                | 11,1               | 15,4               | 18,0               | 17,6               | 13,1               | 7,8                | 3,8                | 0,4                | 7                  |
| Норма опадів, мм          | 44                 | 36                 | 36                 | 34                 | 39                 | 43                 | 38                 | 45                 | 38                 | 29                 | 42                 | 53                 | 477                |
| ------------------------- | ------------------ | ------------------ | ------------------ | ------------------ | ------------------ | ------------------ | ------------------ | ------------------ | ------------------ | ------------------ | ------------------ | ------------------ | ------------------ |
| Джерело: climate-data.org |                    |                    |                    |                    |                    |                    |                    |                    |                    |                    |                    |                    |                    |

## Історія
Перша документальна згадка села зустрічається в Камеральному Описі Криму … 1784, судячи з якого, в останній період Кримського ханства Найман входив до Старо-Кримського кадилику Кефінського каймакамства.
Після приєднання Криму до Російської імперії 8 лютого 1784 року, село була приписана до Левкопольського повіту Таврійської області, а після ліквідації в 1787 році Левкопольського — до Феодосійського повіту. Після Павловських реформ, з 12 грудня 1796 по 1802 рік, входила в Акмечетський повіт Новоросійської губернії. За новим адміністративним поділом, після створення 8 (20) жовтня 1802 року Таврійської губернии, Найман був включений до складу Байрацької волості Феодосійського повіту.
За  Відомостями про число селищ, їх назв, та кількість в них дворів … перебувають у Феодосійському повіті від 14 жовтня 1805 року, у селі Найман значилося 9 дворів, 80 жителів кримських татар та 11 циган. На військово-топографічній карті генерал-майора Мухіна 1817 року село Найман позначене з 20 дворами. Після реформи волосного поділу 1829 року Найман, згідно з  «Ведомостями про казенні волості Таврійської губернії 1829 р.» , віднесли до Учкуйської волості (перейменованої з Байрацької).
На карті 1842 року розташовані поруч 2 Наймани — Татарський і Анад. — Позначені умовним знаком «мале село», тобто, менше 5 дворів — мабуть, до цього часу відноситься початок заселення села греками, біженцями з Османської імперії ..
У 1860-х роках, після земської реформи Олександра II, село приписали до Салинської волості.
Згідно зі «Списком населених місць Таврійської губернії за відомостями 1864 року» , складеним за результатами VIII ревізії 1864 року, Найман — власницьке грецьке село з 42 дворами, 183 жителями та мечеттю  при джерелах  . На триверстовій мапі 1865—1876 року в селі Найман позначено 46 дворів.
Після земської реформи 1890-х років село приписали до Цюрихтальської волості. За «… Пам'ятної книжки Таврійської губернії на 1892» в безземельному селі Найман, що не входило ні в одну громаду, було 12 жителів, домогосподарств НЕ маючих. За  «… Пам'ятною книжки Таврійської губернії на 1902 рік» в селі Найман, що знаходилася в приватному володінні, було 247 жителів у 41 домогосподарств. У  Статистичному довіднику Таврійської губернії 1915 року в Цюрихтальській волості Феодосійського повіту також значиться село Найман .
За Радянської влади, за постановою Кримревкома від 8 січня 1921 року була скасована волосна система і село включили до складу Старо-Кримського району. Декрет ВЦВК від 4 вересня 1924 року «Про скасування деяких районів Автономної Кримської С. С.Р.» Старо-Кримський район був скасований і Найман увійшов в Феодосійський район. Згідно зі Списком населених пунктів Кримської АРСР за Всесоюзним переписом 17 грудня 1926 року, село Найман було центром Найманської сільради Феодосійського району. За даними того ж перепису в селі мешкало 326 греків. 15 вересня 1931 Феодосійський район скасували і Найман знову у складі Старо-Кримського.
У 1944 році, після звільнення Криму від фашистів, згідно з Постановою ДКО № 5859 від 11 травня 1944, 18 травня кримські татари були депортовані в Середню Азію, а за постановою № 5984сс від 2 червня 1944 року, 27 червня їх долю розділили греки і болгари. У тому ж році в село приїхали переселенці з Курської та Ростовської областей.
Указом Президії Верховної Ради РРФСР від 21 серпня 1945 року Найман був перейменований в Абрикосівку та Найманська сільрада — в Абрикосівську.
Після ліквідації в 1959 році Старокримського району село перепідпорядкували Кировскому. Указом Президії Верховної Ради УРСР «Про укрупнення сільських районів Кримської області», від 30 грудня 1962 Кіровський район був скасований і село приєднали до Нижньогірському . 1 січня 1965 року, указом Президії ВР УРСР «Про внесення змін до адміністративного районування УРСР — по Кримській області» , знову включили до складу Кіровського.